# Mühlen (Gemeinden Navis, Steinach)
Mühlen  ist ein Ort im Wipptal in Nordtirol, und Gemeindeteil von Navis, Häuser des Orts auch Gemeindeteil von Steinach am Brenner, beide im Bezirk Innsbruck-Land, Bundesland Tirol.

## Geographie
Die Rotte liegt im Wipptal am Eingang des Navistals, bei Statz, einem Ortsteil von Mühlbachl bei Matrei am Brenner.
Der Ort umfasst etwa 25 Gebäude, von denen 2 zu Steinach gehören.
Nachbarorte
| Matrei am Brenner (Gem.)   | Patull (Gem. Navis)                         | Außerweg (Gem. Navis)St. Kathrein (Gem. Navis) |
| Statz (Gem. Mühlbachl)     | Kompassrose, die auf Nachbargemeinden zeigt |                                                |
| Puig (Gem. Steinach a. B.) |                                             | Tienzens (Gem. Steinach a. B.)                 |

## Persönlichkeiten
- Josef Staud (1903–1980), Bildhauer
- Franz Staud (1905–1959), Bildhauer